# Городище (лісовий заказник)
Городи́ще — лісовий заказник місцевого значення в Україні. Розташований у межах Ічнянської міської громади Прилуцького району Чернігівської області, на південний схід від села Ольшана.
Площа 129 га. Статус присвоєно згідно з рішенням Чернігівського облвиконкому від 23.09.1991 року № 215. Перебуває у віданні ДП «Прилуцьке лісове господарство» (Ладанське л-во, кв. 40-42).
Статус присвоєно для збереження лісового масиву на лівобережжі річки Вільшанка (притока Смоша). Зростають цінні насадження дуба.